# Keiino
I Keiino (reso graficamente come KΞiiNO) sono un gruppo musicale norvegese formato nel 2018 dal rapper di etnia sami Fred Buljo e dai cantanti Alexandra Rotan e Tom Hugo.
Hanno rappresentato la Norvegia all'Eurovision Song Contest 2019 con il brano Spirit in the Sky, classificandosi al 6º posto su 26 partecipanti nella finale.

## Carriera
I Keiino si sono formati alla fine del 2018, ad hoc per partecipare a Melodi Grand Prix 2019, il processo di selezione norvegese per la ricerca del rappresentante eurovisivo norvegese. Nella finale del 2 marzo sono stati proclamati vincitori dal pubblico, ottenendo il diritto di rappresentare il loro paese all'Eurovision Song Contest 2019 a Tel Aviv con il loro singolo di debutto, Spirit in the Sky. Dopo essersi qualificati dalla seconda semifinale del 16 maggio, si sono esibiti per quindicesimi nella finale del 18 maggio successivo. Qui si sono classificati al 6º posto su 26 partecipanti con 331 punti totalizzati, di cui 291 dal televoto e 40 dalle giurie. Sono risultati i più votati dal pubblico a casa dell'intera edizione, e hanno vinto il televoto di Australia, Danimarca, Germania, Irlanda, Islanda, Paesi Bassi, Regno Unito e Svezia, mentre per il pubblico italiano sono stati i secondi preferiti. Tuttavia, nel voto della giuria si sono piazzati solo al 18º posto. A maggio 2020 è uscito l'album di debutto Okta, che è entrato nella classifica norvegese alla 30ª posizione.
Nel 2021 hanno partecipato nuovamente al Melodi Grand Prix con il brano Monument. NRK li ha selezionati fra i sei finalisti di diritto. Nella finale del successivo 20 febbraio si sono piazzati secondi.
Nel 2024 hanno preso parte per la terza volta al concorso norvegese con la canzone Damdiggida. Si sono esibiti il 27 gennaio 2024 nella terza semifinale, riuscendo a qualificarsi in finale. Nella finale del successivo 3 febbraio si sono piazzati secondi.

## Formazione
- Fred Buljo
- Alexandra Rotan
- Tom Hugo

## Discografia

### Album in studio
- 2020 – Okta

### Singoli
- 2019 – Spirit in the Sky
- 2019 – Shallow
- 2019 – Praying
- 2019 – Villa ha dig
- 2019 – Dancing in the Smoke
- 2020 – Colours
- 2020 – Black Leather (feat. Charlotte Qamaniq)
- 2020 – Would I Lie (feat. Electric Fields)
- 2020 – Bed with the Wolf
- 2020 – I Wanna Dance with Somebody (Who Loves Me)
- 2020 – Transarctic Love (con Sordal)
- 2021 – Monument
- 2021 – Unbreakable